# Min Kyung-hoon
Min Kyung Hoon (en hangul, 민경훈; 6 de octubre de 1984) es un cantante surcoreano. Es el vocalista principal de la banda sur coreana BUZZ, también es parte del Dúo Universe Coward con Kim Hee Chul. Su primer álbum como solista, Im · pres · sive, fue lanzado el 5 de diciembre de 2007. Su segundo álbum como solista, Picnic, fue lanzado el 27 de junio del 2011.

## Carrera

### Audición y días de entrenamiento
Durante su infancia, Min Kyung Hoon nunca pensó que se convertiría en un cantante. Una vez que ingresó en la secundaria, Min Kyung Hoon se unió a un grupo de compañeros a quienes les gustaba cantar. Mientras continuaba cantando, Min Kyung Hoon se dio cuenta de ser un cantante "callejero" le quedaba mejor que convertirse en una celebridad. En su tercer año de la secundaria, Min Kyung Hoon fue recomendado para audicionar en una compañía, ya que era popular entre los estudiantes por su voz y su belleza.
Min Kyung Hoon fue a la audición para AYON Entertainment junto con un amigo, sin tomárselo en serio. Cuando Min Kyung Hoon ingresó por primera vez a AYON Entertainment, dudaba en confiar en ellos porque pensaba que eran un fraude. Audicionó para la compañía, que más tarde se convertiría en la primera agencia de Buzz, en una sala de karaoke. Una vez que la compañía lo escuchó cantar, les gustó y quisieron firmar inmediatamente un contrato con él. Min Kyung Hoon grabaría canciones bajo esta agencia y se convertiría en cantante.
Firmó un contrato con una compañía a fines de la primavera del 2002 y renunció a la escuela para centrarse en cantar. Min Kyung Hoon se unió a Buzz en junio del 2002 como vocalista del grupo. Los miembros de Buzz practicaron juntos durante dos años. Min Kyung Hoon después de haber sido agregado a la banda, tenía que quedarse despierto por la noches y practicar su voz sin descansar.

### 2003-2007: Días de actividad con Buzz
Artículo principal: BUZZ
Buzz hizo su debut oficial con "Morning of Buzz" el 11 de octubre de 2003. Su segundo álbum de estudio "Effect" incluyó canciones como "Coward", "Thorn" y "Travel to Me" que ganaron una popularidad extrema. En su tercer álbum "Perfect", la canción "You Don't Know Men" fue bien recibida. El 17 de mayo de 2007, Buzz se disolvió temporalmente cuando los miembros, con la excepción de Min Kyung Hoon, comenzaron su servicio militar obligatorio. Se confirmó que Min Kyung Hoon continuaría sus actividades en solitario mientras los miembros sirven al ejército. El 25 de junio de 2007, Buzz lanzó el sencillo "Love Is My Heart, Part 2".

### 2007-2014: Actividad de solista y vida militar
El 4 de diciembre de 2007, Min Kyung Hoon lanzó su primer álbum en solitario "Im · pres · sive", con el asesoramiento de los miembros de Buzz y la solicitud de su antigua agencia, el álbum no fue bien elogiado y no fue tan popular. El 12 de diciembre de 2008, lanzó el sencillo digital "Day", que tampoco fue muy bien recibido. Hasta 2009, Min Kyung Hoon y Buzz tomaron un descanso. Durante este tiempo, Min Kyung Hoon apenas salió de su casa y sufrió de depresión severa y aumento de peso. Afirma que durante esta "depresión", bebió alcohol tan pronto como se despertó, y volvió a beber para conciliar el sueño. 
Min Kyung Hoon pudo ponerse de pie y volver a la música gracias a la ayuda de un compañero. El 4 de febrero de 2010, se anunció oficialmente el miniálbum "Reunion". La canción principal "I Love You" es una de las canciones como solista más populares de Min Kyung Hoon. Kyung Hoon lanzó su sencillo digital "It's Alright" (29 de marzo de 2010) y el drama My Life Is Beautiful OST "My Eternal Love", pero no hubo actividad de seguimiento. En octubre y noviembre de 2010, participó como vocalista invitado cantando su álbum digital "Wounded" y el álbum "Buzz 2" "Fuzz-Buzz".
El 27 de junio de 2011, lanzó su segundo álbum "Picnic", pero no vio ningún gran éxito. Era un álbum que tenía muchos intentos nuevos, como cambiar las canciones existentes de la balada de rock de Min Kyung Hoon. Sin embargo, la controversia de Shin Jung-hwan sobre el juego en Filipinas y la controversia sobre la entrada de MC Mong que lo involucró tuvo un efecto adverso en la promoción del álbum. Debido a la controversia, la fanpages existente abandonó el fandom y las ventas fueron más bajas que el álbum anterior.
El 6 de marzo de 2012, después del lanzamiento de su sencillo digital "Look Back" el 2 de marzo, Min Kyung Hoon comenzó su servicio militar. Se unió a los partidarios de Uijeongbu 306, durante 21 meses. Mientras Min Kyung Hoon servía en la banda militar, realizó actuaciones de bandas militares y actuaciones de solista. El 5 de diciembre de 2013, Min Kyung Hoon terminó su servicio militar los fanáticos y los miembros de Buzz se reunieron para felicitarlo.

### 2014-presente: Buzz reunión, Knowing Bros y Universe Cowards
El 8 de abril de 2014, Min Kyung Hoon volvió a ser la voz principal de Buzz después de que anunciaran su regreso.
El diciembre de 2015, se unió al nuevo programa de variedad de JTBC, Knowing Bros, como miembro del reparto junto con los comediantes Kang Ho-dong y Lee Soo-geun. La personalidad única de Min Kyung Hoon, una personalidad fresca en el entretenimiento coreano en ese momento, le permitió ver un resurgimiento de la popularidad.
En otoño de 2016, Min Kyung Hoon y el miembro de Super Junior, Kim Hee-chul, lanzaron un dueto titulado "Sweet Dream". Las dos estrellas son conocidas como "Universe Cowards" cuando promueven la música,  es un nombre que se les ocurrió para un proyecto de Knowing Bros. La canción resultó exitosa, encabezando la Gaon Digital Chart de Corea del Sur, un logro conocido como "all-kill". En 2017, "Sweet Dream" ganó la Mejor Canción de Rock en los MelOn Music Awards.
Tras el éxito de "Sweet Dream", en febrero de 2018, Universe Cowards regresó con "Falling Blossoms". Fue compuesta por Lee Sang-joon y Cha Jil-won y presenta letras escritas por Min Kyung Hoon, que alcanzó su punto máximo en el número 15 en Gaon Digital Chart. Billboard lo describió como "una melodía suave de pop-rock que se convierte en una cacofonía emocional altísima" y elogió cómo su video musical fue uno de los videos musicales más inclusivos que Corea del Sur ha visto en algún momento.
A partir de noviembre de 2018, Min Kyung Hoon se convirtió en miembro del reparto fijo del programa de variedad semanal Problem Child in House después de dos episodios pilotos exitosos.

## Discografía
Canciones con su Banda Buzz

### Álbum

#### Álbum Estudio
| Año  | Título de Álbum  | Detalles                                                              | Lista de Canciones |
| ---- | ---------------- | --------------------------------------------------------------------- | --- |
| 2007 | Im · pres · sive | - Lanzado: 4 de diciembre de 2007 - Ventas: 23,000+ - Idioma: Coreano | 1. Impressive 2. Sad Fool 3. Let's cry just today 4. Sand Castle 5. Though I Die 6. Cactus 7. Mute 8. Bad Love 9. Why... 10. Hool- Hool                                                                      |
| 2011 | Picnic           | - Lanzado: 27 de junio de 2011 - Idioma: Coreano                      | 1. Nightmare 2. One single word 3. I didn't cheat on you 4. She 5. Lay (Heaven Belong To You) 6. Happy Time 7. It's you (I Got Your Love) 8. How do I do (feat.SGWannabe Lee Suk Hoon) 9. Loving U 10. Habit |

#### EP
| Año  | Título de Álbum | Detalles                                                           | Lista de Canciones                                                                                 |
| ---- | --------------- | ------------------------------------------------------------------ | -------------------------------------------------------------------------------------------------- |
| 2010 | Reunion         | - Lanzado: 4 de febrero de 2010 - Ventas: 5,600+ - Idioma: Coreano | 1. It's love coz it hurts 2. I love you 3. There are no same goodbyes 4. Deleted 5. Just ... tears |

### Sencillos
| Título         | Año  | Álbum        |
| -------------- | ---- | ------------ |
| "One Day"      | 2008 | One day      |
| "It's Alright" | 2010 | It`s Alright |
| "Wounded"      | 2010 | Wounded      |
| "Look Back"    | 2012 | Look Back    |

### Bandas sonoras
| Título                 | Año  | Álbum                                       |
| ---------------------- | ---- | ------------------------------------------- |
| "Climax"               | 2008 | The Lawyers of The Great Republic Korea OST |
| "Life is Beautiful"    | 2010 | Life Is Beautiful OST                       |
| "Hero"                 | 2015 | SPY OST                                     |
| "Love You"             | 2016 | The K2 OST                                  |
| "Here I am"            | 2017 | Live Up to Your Name OST                    |
| "Waiting here for you" | 2018 | Money Flower OST                            |
| "Forever Love"         | 2019 | Kill It OST                                 |
| "Welcome 2 Life"       | 2019 | Welcome 2 Life OST                          |

### Colaboraciones
| Año                          | Título                                            | Posición | Posición | Ventas (DL)     | Detalles del Álbum |
| Año                          | Título                                            | KOR Gaon | KOR Hot  | Ventas (DL)     | Detalles del Álbum |
| ---------------------------- | ------------------------------------------------- | -------- | -------- | --------------- | --- |
| 2016                         | "Sweet Dream" (Kim Hee-chul, Min Kyung-hoon)      | 1        | *        | - KOR: 938,837+ | - Álbum: SM Station Season 1 - Lanzado: 19 de noviembre de 2016 - Empresas: SM Entertainment, KT Music - En Forma: CD, Descarga Digital |
| 2018                         | "Falling Blossoms" (Kim Hee-chul, Min Kyung-hoon) | 15       | 14       | N/A             | - Lanzado: 17 de febrero de 2018 - Empresas: CJ E&M Music - En Forman: Descarga Digital                                                 |
| "*" No existía en ese tiempo |                                                   |          |          |                 | |

## Filmografía

### Programas de televisión
| Año           | Título                                                | Canal   | Role          | Notas                                  |
| ------------- | ----------------------------------------------------- | ------- | ------------- | -------------------------------------- |
| 2014, 2017    | Hello Counselor                                       | KBS2    | Invitado      | cap. 205 y 336                         |
| 2015          | Running Man                                           | SBS     | Invitado      | cap. 274                               |
| 2015-presente | Knowing Bros                                          | JTBC    | Miembro       |                                        |
| 2017          | Girl Group Battle                                     | KBS2    | Copresentador | Especial Nuevo Año Lunar               |
| 2017          | I Came Alone                                          | KBS2    | Copresentador | 2 Capítulos Piloto ( Especial Chuseok) |
| 2017          | What Shall We Eat Today?                              | O'live  | Miembro       |                                        |
| 2018          | Human Intelligence                                    | JTBC    | Usuario       | 2 Partes - 18 & 23 de noviembre        |
| 2018-presente | Problem Child In House                                | KBS2    | Miembro       |                                        |
| 2019          | Stories of Two Cities - Sokcho & Wonsan (Temporada 2) | JTBC    | Narrador      | 2 Capítulos (Especial Nuevo Año Lunar) |
| 2019          | Interference with the shop (Temporada 1, 2)           | KBS Joy | Miembro       |                                        |
| 2019          | Hon-Life                                              | JTBC    | Miembro       |                                        |

## Awards y nominaciones
| Año  | Award                       | Categoría                                    | Nominated work     | Resultados |
| ---- | --------------------------- | -------------------------------------------- | ------------------ | ---------- |
| 2016 | 5th JTBC Awards             | Best Duo Award with Kim Hee Chul             | Knowing Bros       | Ganador    |
| 2017 | 6th Gaon Chart Music Awards | Song of the Year (November) con Kim Hee Chul | "Sweet Dream"      | Nominado   |
| 2017 | 9th Melon Music Awards      | Best Rock Song con Kim Hee Chul              | "Sweet Dream"      | Ganador    |
| 2018 | 10th Melon Music Awards     | Best Rock Song con Kim Hee Chul              | "Falling Blossoms" | Ganador    |
| 2019 | 8th Gaon Chart Music Awards | Song of the Year (febrero) con Kim Hee Chul  | "Falling Blossoms" | Nominado   |